# Högsjö, Västergötland
Högsjö är en sjö i Varbergs kommun i Västergötland och ingår i Viskans huvudavrinningsområde. Sjön har en area på 0,0524 kvadratkilometer och ligger 90,8 meter över havet.

## Delavrinningsområde
Högsjö ingår i det delavrinningsområde (635627-130576) som SMHI kallar för Utloppet av Oklången. Medelhöjden är 84 meter över havet och ytan är 16,1 kvadratkilometer. Det finns ett avrinningsområde uppströms, och räknas det in blir den ackumulerade arean 62,83 kvadratkilometer. Lillån (Kungsätersån) som avvattnar avrinningsområdet har biflödesordning 2, vilket innebär att vattnet flödar genom totalt 2 vattendrag innan det når havet efter 39 kilometer. Avrinningsområdet består mestadels av skog (56 procent) och jordbruk (17 procent). Avrinningsområdet har 2,52 kvadratkilometer vattenytor vilket ger det en sjöprocent på 15,6 procent.